# Sina Zadra
Sina Zadra (* 1990 in Hamburg) ist eine deutsche Schauspielerin und Synchronsprecherin.

## Leben
Zadra wurde in Hamburg geboren und absolvierte nach dem Abitur ein Psychologiestudium. Neben der Schule und dem Studium drehte sie Musikvideos und Werbefilme, nachdem sie mit 16 Jahren beim Shoppen von einer Modelagentin angesprochen worden war. Eine Tätigkeit im Maßregelvollzug ab 2016 verließ sie zugunsten der Schauspielkarriere. Sie trat bereits in vielen Rollen verschiedener Film- und Fernsehproduktionen auf, darunter als Michelle in Til Schweigers Kinofilm Hot Dog, als Jill Kaufmann in Alles was zählt, als Liv in Inga Lindström – Die Süße des Lebens, sowie als Sarah in „Die Pfefferkörner – Muskeln um jeden Preis“. Zwischen 2020 und 2021 gehörte sie zum Hauptcast der RTL+-Serie Verbotene Liebe – Next Generation und spielte hier die tragende Rolle der Josefin Reinhard. Seit 2024 gehört sie als Bergretterin Rebecca „Becky“ Lamminger zum festen Ensemble der SAT.1-Serie Die Landarztpraxis.
Neben der Schauspielerei arbeitet Zadra als Synchron-, Dokumentar- und Werbesprecherin. 2018 sah man sie in Rea Garveys Musikvideo „Kiss Me“ und auch die renommierte Indie-Rockband Madsen arbeitete für ihre Musikvideos bereits mehrfach mit Zadra.

## Filmografie
- 2017: Bad Cop – kriminell gut
- 2017: Beck is back!
- 2017: Praxis mit Meerblick – Brüder und Söhne
- 2018: Hot Dog
- 2018: Inga Lindström – Die Braut vom Götakanal
- 2018: DreamBoy 5.1
- 2019: Träume wagen
- 2019: Hart auf 4 – Die Synchroncomedy
- 2019: Familie Dr. Kleist
- 2020: Fränk
- 2020–2021: Verbotene Liebe – Next Generation
- 2021: Wrong – Unzensiert
- 2022: Krimi Hann.Münden (Kurzfilm)
- 2022: Alles was zählt
- 2023: Inga Lindström – Die Süße des Lebens
- 2023: Weserblut
- 2023: My Method
- 2023: Die Pfefferkörner – Muskeln um jeden Preis
- 2024–2025: Die Landarztpraxis